# Paracyatholaimus intermedius
Paracyatholaimus intermedius är en rundmaskart som först beskrevs av De Man 1880.  Paracyatholaimus intermedius ingår i släktet Paracyatholaimus och familjen Cyatholaimidae. Arten är reproducerande i Sverige. Inga underarter finns listade i Catalogue of Life.